# Rolf Bernhard
Rolf Bernhard (ur. 13 grudnia 1949 w Frauenfeld) – szwajcarski lekkoatleta, skoczek w dal, halowy mistrz Europy. 
Bernhard był wielokrotnym mistrzem Szwajcarii w skoku w dal. Kilkakrotnie poprawiał rekord kraju w skoku w dal, ostatecznie w 1981 na odległość 8,14 m. Jego rekord utrzymał się przez 22 lat. Największym osiągnięciem Bernharda był złoty medal halowych mistrzostw Europy w 1981. Rok później na tych samych zawodach zdobył srebrny medal.
W 1975, w roku, w którym jako pierwszy Szwajcar pokonał barierę 8 m, został wybrany sportowcem roku w Szwajcarii.
Trzykrotnie reprezentował swój kraj na igrzyskach olimpijskich (1972, 1976, 1980). 